# Bruno Hussar
Bruno Hussar OP (* 5. Mai 1911 in Kairo, Ägypten; † 8. Februar 1996 in Jerusalem) war ein französisch-israelischer katholischer Priester und Gründer von Newe Schalom in Israel.

## Leben
Bruno Hussar wurde als Sohn jüdischer Eltern, die die französische Staatsangehörigkeit besaßen, in Kairo geboren. In Frankreich absolvierte Bruno Hussar zunächst ein Ingenieur-Studium. Während seiner Studienzeit in Frankreich konvertierte er 1935 vom Judentum zum katholischen Glauben und beschäftigte sich mit Theologie. Er nahm Kontakt zum Dominikanerorden auf und trat diesem Orden bei. 1950 wurde er zum Priester geweiht. Während des Zweiten Vatikanischen Konzils arbeitete Bruno Hussar auf Einladung von Kardinal Augustin Bea als Experte des Sekretariats für die Einheit der Christen an der Formulierung der Konzilserklärung Nostra aetate über das Verhältnis der katholischen Kirche zu den nichtchristlichen Religionen mit.

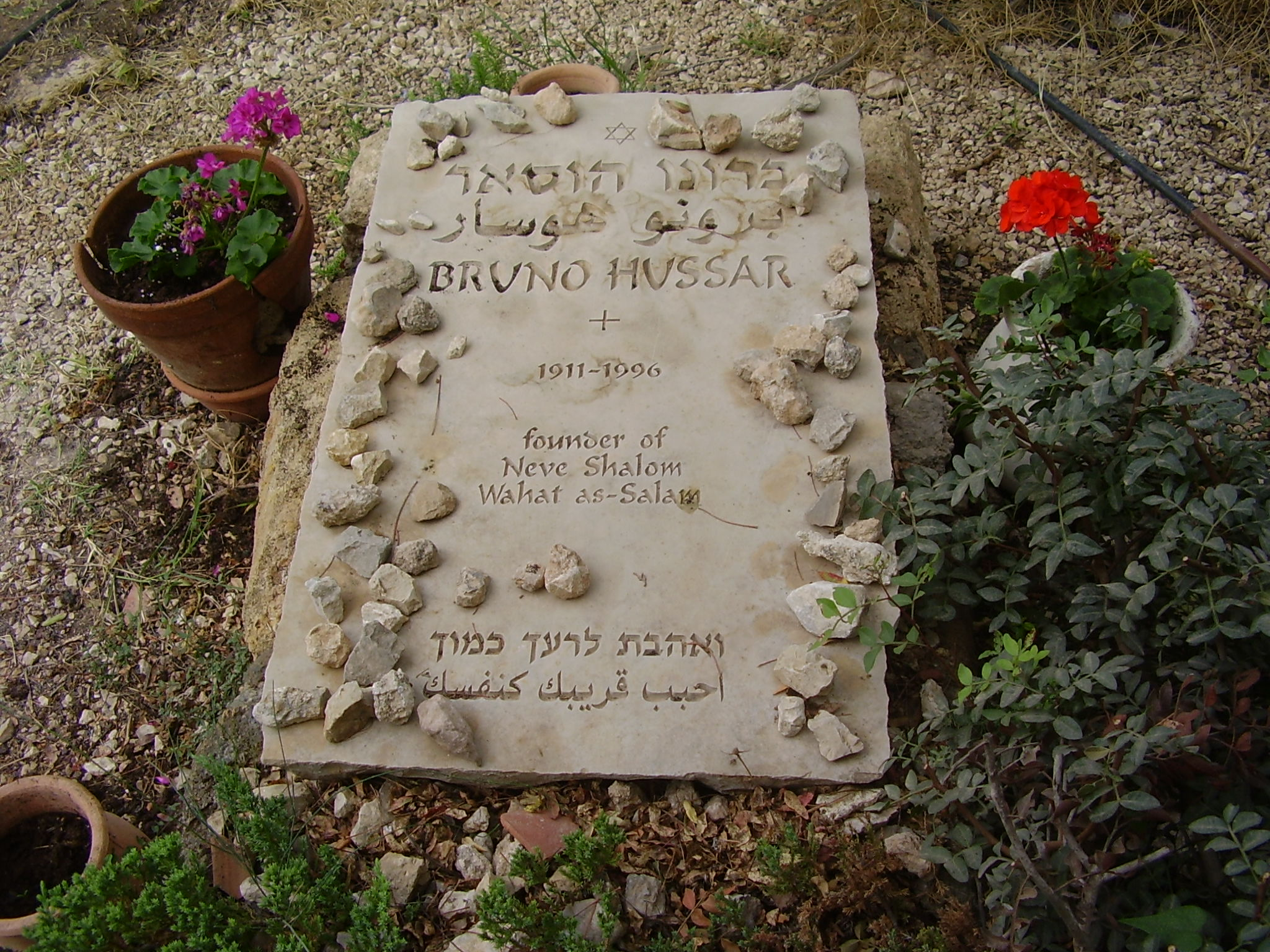
Hussars Grab in Neve Shalom

1953 kam er zum ersten Mal nach Haifa (Israel). Ab 1960 betreute er als katholischer Seelsorger die hebräisch-sprechende katholische Gemeinde in Jerusalem. Das Zusammentreffen unterschiedlicher Religionen in Israel ließ bei ihm in den folgenden Jahren den Wunsch nach einer Annäherung und einem tiefer gehenden Verständnis für die Unterschiedlichkeit der großen Weltreligionen entstehen. Schließlich pachtete er ein Stück Land auf einem Hügel, der bis 1967 Niemandsland war und der zur Trappistenabtei Latrun gehörte. Dort gründete Bruno Hussar, der 1966 selbst israelischer Staatsbürger geworden war, 1970 mit einigen Freiwilligen die Siedlung Newe Schalom (arabisch: Wahat al-Salam). Die Siedlung sollte nach der Vorstellung Bruno Hussars ein Dorf des Friedens sein, in dem Christen, Juden und Muslime trotz unterschiedlicher Religionen gemeinsam miteinander leben sollten, in Respekt und gegenseitiger Achtung.

## Veröffentlichungen
- Ein Weg der Versöhnung. Juden, Christen und Moslems in Israel. Aus dem Französischen übersetzt von Manuel Schiffler und Paulus Engelhardt. Topos Taschenbücher, Matthias-Grünewald Verlag, Mainz 1988. ISBN 3-7867-1380-4.